# SKG Bank
SKG BANK ist eine geschützte Marke der Deutsche Kreditbank Aktiengesellschaft, die aus der ehemaligen SKG Bank AG hervorgegangen ist. Jene war eine Aktiengesellschaft und Direktbank mit Sitz in Saarbrücken.

## Geschichte
Die SKG Bank wurde als Saarländische Kundenkredit-Gesellschaft mbH im Jahre 1953 von der Landesbank Saar in Saarbrücken gegründet. Der Schwerpunkt der Unternehmenstätigkeit lag im regionalen Teilzahlungs- und Leasinggeschäft für Privatkunden. Das Geschäft wurde über Kooperationen mit dem Handel geführt. Geschäftsstellen gab es im Saarland und später in Berlin und Umgebung.
1995 übernahm der Saarbrücker Direktversicherer CosmosDirekt eine Beteiligung an der SKG und legte damit den Grundstein zum Direktvertrieb von Bankprodukten. Die SKG wurde zur filiallosen Direktbank SKG Bank GmbH umgewandelt.
In der zweiten Jahreshälfte 2006 übernahm die Deutsche Kreditbank Aktiengesellschaft mitsamt der Bayerischen Landesbank die 49,9 Prozent Beteiligung der CosmosDirekt an der SKG Bank GmbH. Die weiteren 50,1 Prozent hielt weiterhin die Landesbank Saar.
2008 übernahm die DKB auch den Anteil der Landesbank Saar und wurde so zur alleinigen Eigentümerin der SKG Bank. Diese wurde zum 12. September 2008 in eine Aktiengesellschaft umgewandelt. Die SKG war damit dem Einlagensicherungsfonds des Bundesverbandes Öffentlicher Banken Deutschlands und der Entschädigungseinrichtung des Bundesverbandes Öffentlicher Banken Deutschlands angeschlossen.
Nach der Verschmelzung auf die Muttergesellschaft im Juli 2015 wird die SKG BANK als Marke weitergeführt und ist keine eigenständige Aktiengesellschaft mehr. Der eigene Markenauftritt blieb als „SKG BANK“ erhalten.